# Джерело № 1 (Жорнава)
Джерело № 1 — гідрологічна пам'ятка природи місцевого значення. Об'єкт розташований на території Великоберезнянського району Закарпатської області, с. Жорнава.
Площа — 0,5 га, статус отриманий у 1984 році, згідно з рішенням Закарпатської обласної ради від 23.10.1984 року № 253.
Охороняється джерело мінеральної води та прилегла територія. Вода вуглекисла, гідрокарбонатно-кальцієво-натрієва. Загальна мінералізація - 2,9 г/л. Мікроелементи - марганець, залізо. Придатна для лікування захворювань органів травлення.